# Chris Riggi
Christopher Riggi alias Chris né le 18 septembre 1985 est un acteur américain plus connu sous les rôles de Scott Rosson dans la série Gossip Girl et de celui de Jacob White dans la parodie de la saga Twilight, Mords-moi sans hésitation qui est sortie le 18 août 2010 aux États-Unis  et le 24 novembre 2010 en France.
Chris est né à New York, fils des philanthropes Michele et Ron Riggi.
Sa carrière débuta en 2008 avec le court métrage Brotherhood dans le rôle de Jare, avant de se diriger vers le grand écran comme dans les films indépendants Entre vous deux et Toe to Toe. Plus tard, Riggi a fait des apparitions dans plusieurs séries télévisées telles que Lipstick Jungle : Les Reines de Manhattan et Human Giant.

## Filmographie
| Cinéma     | Cinéma                                      | Cinéma           | Cinéma                                   |
| Année      | Film                                        | Rôle             | Notes                                    |
| ---------- | ------------------------------------------- | ---------------- | ---------------------------------------- |
| 2008       | Brotherhood                                 | Jared            | court métrage                            |
| 2009       | Entre vous deux                             | Josh             |                                          |
| 2009       | Toe to Toe                                  | Jason            |                                          |
| 2010       | Mords-moi sans hésitation                   | Jacob White      | Sortie le 24 novembre 2010               |
| 2010       | Hated                                       | Freddie          | post-production                          |
| 2011       | Dancehall                                   | Jared            | pre-production                           |
| Télévision |                                             |                  |                                          |
| Année      | Titre                                       | Rôle             | Notes                                    |
| 2008       | Human Giant                                 | Brandon Stillman | épisode I Want More Corn Chowder         |
| 2008       | Haine et Passion                            | Sleazy           | épisode #15,530                          |
| 2008       | Lipstick Jungle : Les Reines de Manhattan   | Paul             | épisode Chapter Seventeen: Bye, Bye Baby |
| 2009       | Gossip Girl                                 | Scott Rosson     | 6 épisodes                               |
| 2012       | Americana                                   | Vince Banning    | Téléfilm                                 |
| 2014       | The Emperors                                | Vic              | Téléfilm                                 |
| 2015       | Eye Candy                                   | Lou              | épisode pilot                            |
| 2015       | Les Experts : Cyber                         | Juice Jacker #2  | épisode 1x09 : Données volées            |
| 2016       | Go-Go Boy Interrupted                       | Griff            | 3 épisodes                               |
| 2020       | Un mensonge en héritage (Secrets That Kill) | Reed             | Téléfilm                                 |